# Mariano Tolentino
Mariano Tolentino, detto Nano (Cavite, 22 giugno 1928 – 1998), è stato un cestista filippino.

## Carriera
Con le Filippine ha disputato due edizioni dei Giochi olimpici (1952 e 1956) e due dei Mondiali (1954 e 1959).